# Episodi di Life with Boys (prima stagione)
La prima stagione della sitcom Life with Boys è stata trasmessa in Canada da YTV dal 9 settembre 2011 al 9 ottobre 2012.
| nº | Titolo originale                                    | Titolo italiano                  | Prima TV USA      | Prima TV Italia |
| -- | --------------------------------------------------- | -------------------------------- | ----------------- | --------------- |
| 1  | Wrestling with Boys                                 | Wrestling con i ragazzi          | 9 settembre 2011  |                 |
| 2  | A Perfect Life with Boys                            | Una vita perfetta                | 16 settembre 2011 |                 |
| 3  | Monkey Talk with Boys                               | Parlare lo scimmiese             | 23 settembre 2011 |                 |
| 4  | In the Principal's Office with Boys                 | Nell'ufficio del preside         | 7 ottobre 2011    |                 |
| 5  | This Time the Problem Is with Dad and Not with Boys | Problemi con papà                | 14 ottobre 2011   |                 |
| 6  | Social Death with Boys                              | Morte sociale                    | 4 novembre 2011   |                 |
| 7  | Set Up's with Boys                                  | Dare regole                      | 11 novembre 2011  |                 |
| 8  | The Big Kiss Off with Boys                          | Il bacio mancato                 | 18 novembre 2011  |                 |
| 9  | Chrisbus with Boys                                  |                                  | 9 dicembre 2011   |                 |
| 10 | Disarmed with Boys                                  | Disarmato                        | 28 dicembre 2011  |                 |
| 11 | Bathroom Battles with Boys                          | Battaglia in bagno               | 9 marzo 2012      |                 |
| 12 | Misguided Motives with Boys                         | Motivazioni sbagliate            | 23 marzo 2012     |                 |
| 13 | Double Trouble with Boys                            | Doppio guaio                     | 6 aprile 2012     |                 |
| 14 | Trouble with Boys                                   | Guaio                            | 13 aprile 2012    |                 |
| 15 | When Something Better Comes Along with Boys         | Quando di meglio qualcosa arriva | 18 maggio 2012    |                 |
| 16 | Hitting the Breaks with Boys                        | Colpire le pause                 | 25 maggio 2012    |                 |
| 17 | Fashion Faux Pas with Boys                          | Mode gaffe                       | 1º giugno 2012    |                 |
| 18 | Birthdays with Boys                                 | Compleanni                       | 14 settembre 2012 |                 |
| 19 | Nightmares with Boys                                | Incubi                           | 21 settembre 2012 |                 |
| 20 | Smokin' with Boys                                   | Fumante                          | 25 settembre 2012 |                 |
| 21 | Driven Crazy with Boys                              | Guida pazza                      | 2 ottobre 2012    |                 |
| 22 | Blah, Blah, Blah with Boys                          | Blah, Blah, Blah                 | 9 ottobre 2012    |                 |

## Il bacio mancato
Sam è triste perché non ha una reputazione a scuola e Tess, per non sentirsi in colpa di non aiutare il suo gemello lo aiuta, il problema è che l'unica soluzione è che lui esca con una cherleeder, nonché Allie, ma a li non farà piacere, perché dovrà baciarlo. Alla fine Sam non bacia Allie ma rimangono amici.